# Laura Badea
Laura Gabriela Badea-Cârlescu (ur. 28 marca 1970 w Bukareszcie) – rumuńska florecistka, trzykrotna medalistka olimpijska, wielokrotna medalistka mistrzostw świata i Europy.
Na igrzyskach olimpijskich w Barcelonie w 1992 roku reprezentacja Rumunii w składzie: Reka Szabo, Claudia Grigorescu, Elisabeta Tufan, Laura Badea i Roxana Dumitrescu zdobyła drużynowo brązowy medal. Na rozgrywanych cztery lata później igrzyskach olimpijskich w Atlancie wywalczyła złoty medal indywidualnie, pokonując w finale Włoszkę Valentinę Vezzali 15:10. Na tej samej imprezie razem z Reką Szabo i Roxaną Scarlat zdobyła także srebrny medal w zawodach drużynowych. Następnie była czwarta indywidualnie podczas igrzysk olimpijskich w Sydney w 2000 roku, przegrywając walkę o medal z Włoszką Giovanną Trillini 9:15. Brała również udział w igrzyskach olimpijskich w Atenach w 2004 roku, zajmując piąte miejsce indywidualnie.
Podczas mistrzostw świata w Essen w 1993 roku razem z Claudią Grigorescu, Mioarą David i Elisabetą Tufan zdobyła srebrny medal w zawodach drużynowych. W konkurencji tej Rumunki z Badeą w składzie zdobywały następnie złoty medal na mistrzostwach świata w Atenach (1994), srebrne podczas mistrzostw świata w Hadze (1995), mistrzostw świata w La Chaux-de-Fonds (1998) i mistrzostw świata w Nowym Jorku (2004) oraz brązowe na mistrzostwach świata w Lizbonie (2002) i mistrzostwach świata w Hawanie (2003). Ponadto na mistrzostwach świata w Hadze w 1995 roku zdobyła indywidualnie złoty medal, pokonując w finale Giovannę Trillini.
Wielokrotnie zdobywała medale mistrzostw Europy, w tym złote indywidualnie na mistrzostwach Europy w Limoges (1996) i mistrzostwach Europy w Gdańsku (1997) oraz indywidualnie i drużynowo podczas mistrzostw Europy w Kopenhadze (2004).
Jest pułkownikiem Rumuńskich Sił Zbrojnych. Po zakończeniu aktywnej kariery została trenerem i działaczką sportową, była między innymi członkinią Komisji ds. Przepisów w Międzynarodowej Federacji Szermierczej (FIE) oraz Dyrektorem Edukacji Olimpijskiej Rumuńskiego Komitetu Olimpijskiego i Sportowego.
W 2013 roku została wprowadzona do galerii sław Międzynarodowej Federacji Szermierczej.

## Starty olimpijskie (medale)
Barcelona 1992
- floret drużynowo –  brąz

Atlanta 1996
- floret indywidualnie –  złoto
- floret drużynowo –  srebro